# Zarzecze (rejon lachowicki)
Zarzecze (biał. Зарэчча, Zareczcza; ros. Заречье, Zarieczje) – wieś na Białorusi, w obwodzie brzeskim, w rejonie lachowickim, w sielsowiecie Końki.
Zarzecze położone jest w trójkącie pomiędzy rzeką Szczarą oraz liniami kolejowymi Łuniniec – Baranowicze i Osipowicze – Baranowicze.

## Historia
W XIX i w początkach XX w. folwark i zaścianek położone w Rosji, w guberni mińskiej, w powiecie nowogródzkim, w gminie Darewo.
W dwudziestoleciu międzywojennym wieś leżąca w Polsce, w województwie nowogródzkim, w powiecie baranowickim, w gminie Darewo. W 1921 miejscowość liczyła 73 mieszkańców, zamieszkałych w 15 budynkach, wyłącznie Białorusinów wyznania prawosławnego.
Po II wojnie światowej w granicach Związku Sowieckiego. Od 1991 w niepodległej Białorusi.